# Urho Peltonen
Urho Pellervo Peltonen (Nurmes, Carèlia Septentrional, 15 de gener de 1893 – Hèlsinki, 4 de maig de 1950) va ser un atleta finlandès, especialista en el llançament de javelina, que va competir a començaments del segle xx.
El 1912 va prendre part en els Jocs Olímpics d'Estocolm, on va disputar dues proves del programa d'atletisme. En el llançament de javelina a dues mans guanyà la medalla de bronze, rere Juho Saaristo i Väinö Siikaniemi, mentre en el llançament de javelina fou novè.
El 1920, un cop finalitzada la Primera Guerra Mundial, va prendre part en els Jocs d'Anvers, on guanyà la medalla de plata en la prova del llançament de javelina, rere Jonni Myyrä. El 1924 disputà els seus darrers Jocs, amb una setena posició en la prova del llançament de javelina.
La seva millor marca, establerta a Hèlsinki el 1916, fou de 64.35 metres.